# Vileña
Vileña es una localidad y un municipio situado en la provincia de Burgos, comunidad autónoma de Castilla y León (España), comarca de la Bureba, partido judicial de Briviesca, ayuntamiento homónimo.

## Geografía
Tiene un área de 6,35 km² con una población de 28 habitantes (INE 2007) y una densidad de 4,41 hab/km².

## Demografía
Vileña cuenta con una población de 27 habitantes (INE 2024).
| Gráfica de evolución demográfica de Vileña entre 1842 y 2021                                                          |
| |
| Población de derecho según los censos de población del INE. Población de hecho según los censos de población del INE. |

| 1991 | 1996 | 2001 | 2004 |
| ---- | ---- | ---- | ---- |
| 50   | 46   | 36   | 31   |

## Historia
Villa, en la cuadrilla de La Vid, una de las siete en que se dividía la Merindad de Bureba perteneciente al partido de Bureba. Jurisdicción de realengo con regidor pedáneo. El nombre de Vileña figura en la documentación medieval como Villadenia, Villenna y Villam Denia que, según el autor Cadiñanos Bardeci, sugiere un origen romano, equivalente a «Villa de Ennio o Ennia».
En 1222, la reina Urraca López de Haro, viuda del rey Fernando II de León fundó el monasterio cisterciense de Santa María la Real de Vileña que ahora se encuentra en ruinas. Varios de los sepulcros antiguamente guardados en este monasterio, incluyendo el de la reina así como de miembros de la familia Rojas, y un fresco del juicio final, se encuentran en el Museo del Retablo en Burgos.
El 28 de noviembre de 1662, por un privilegio del rey Felipe IV, todas las villas en La Bureba se independizaron de Pancorbo, Briviesca, Cerezo de Río Tirón, y del adelantamiento de Burgos.  Hasta esa fecha, Vileña dependía jurisdiccionalmente de los pueblos arriba citados, aunque siempre fue dominio solariego perteneciente al monasterio. El archivo de la Merindad de La Bureba se custodiaba en Vileña en su propia casa de reuniones.
A la caída del Antiguo Régimen queda constituida como ayuntamiento constitucional del mismo nombre en el partido de Briviesca, región de Castilla la Vieja, contaba entonces con 150 habitantes.

## Monumentos y lugares de interés
El retablo de la Asunción, procedente del antiguo Monasterio de Santa María la Real de Vileña, obra de Pedro López de Gámiz, escultor del foco romanista de Miranda de Ebro se encuentra actualmente en el Museo de Burgos. Un fresco del Juicio Final que data de principios del siglo XIII, también del mismo monasterio, se exhibe en el Museo del Retablo.

### Parroquia
Iglesia católica de San Salvador, dependiente de la parroquia de Los Barrios en el Arcipestrazgo de Oca-Tirón, diócesis de Burgos.

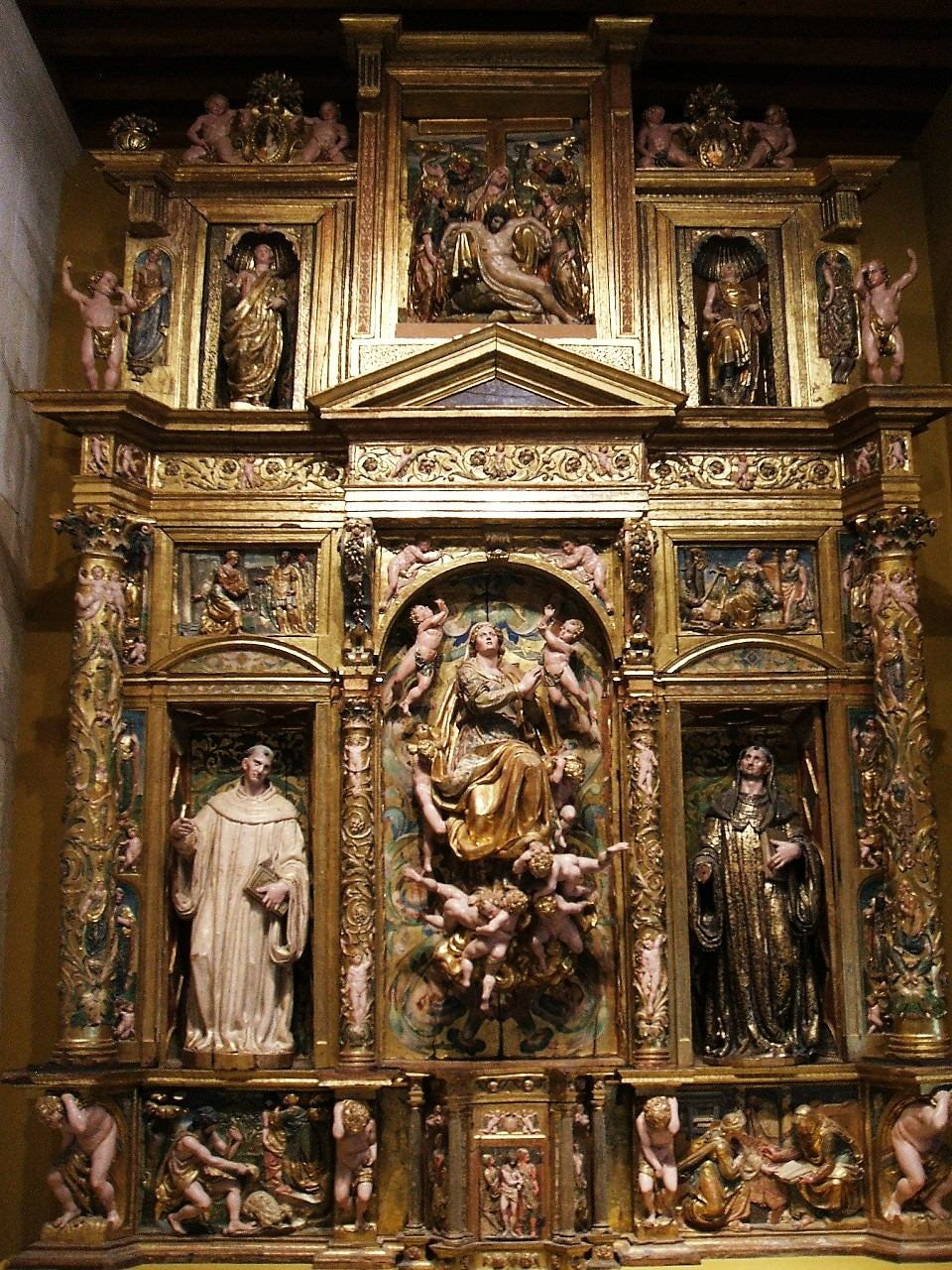
Retablo de la Asunción
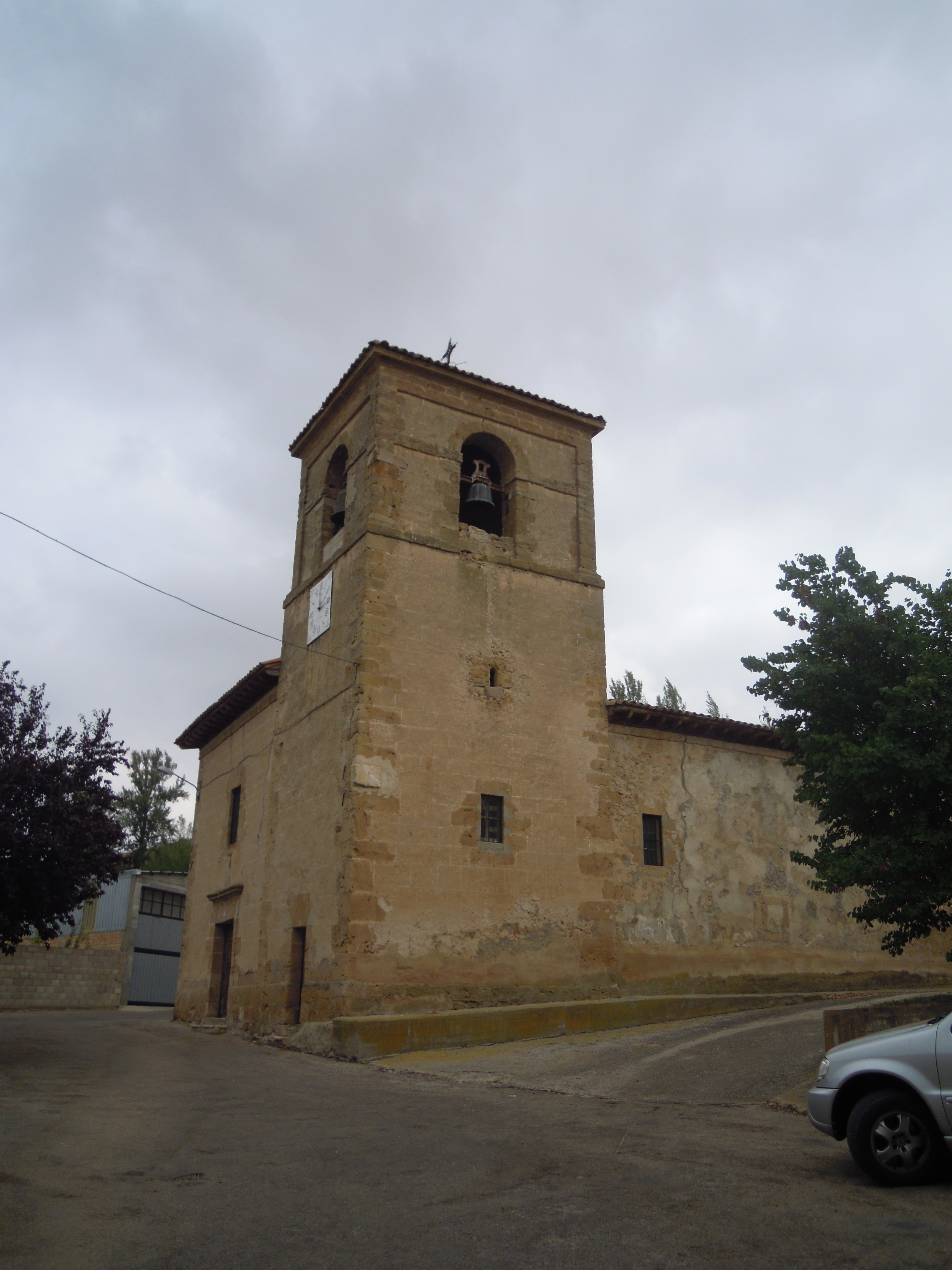
Iglesia de San Salvador
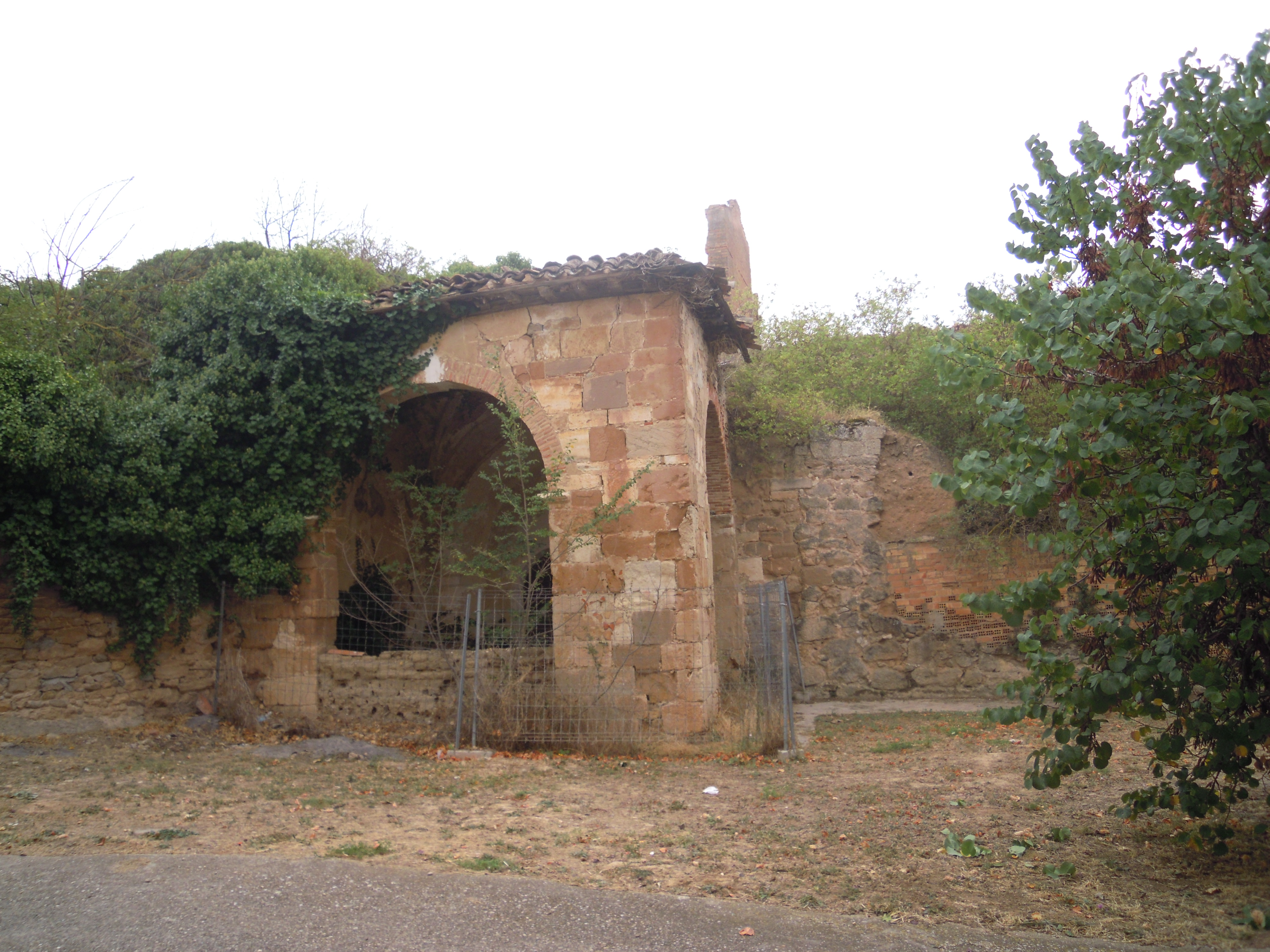
Ruinas del monasterio
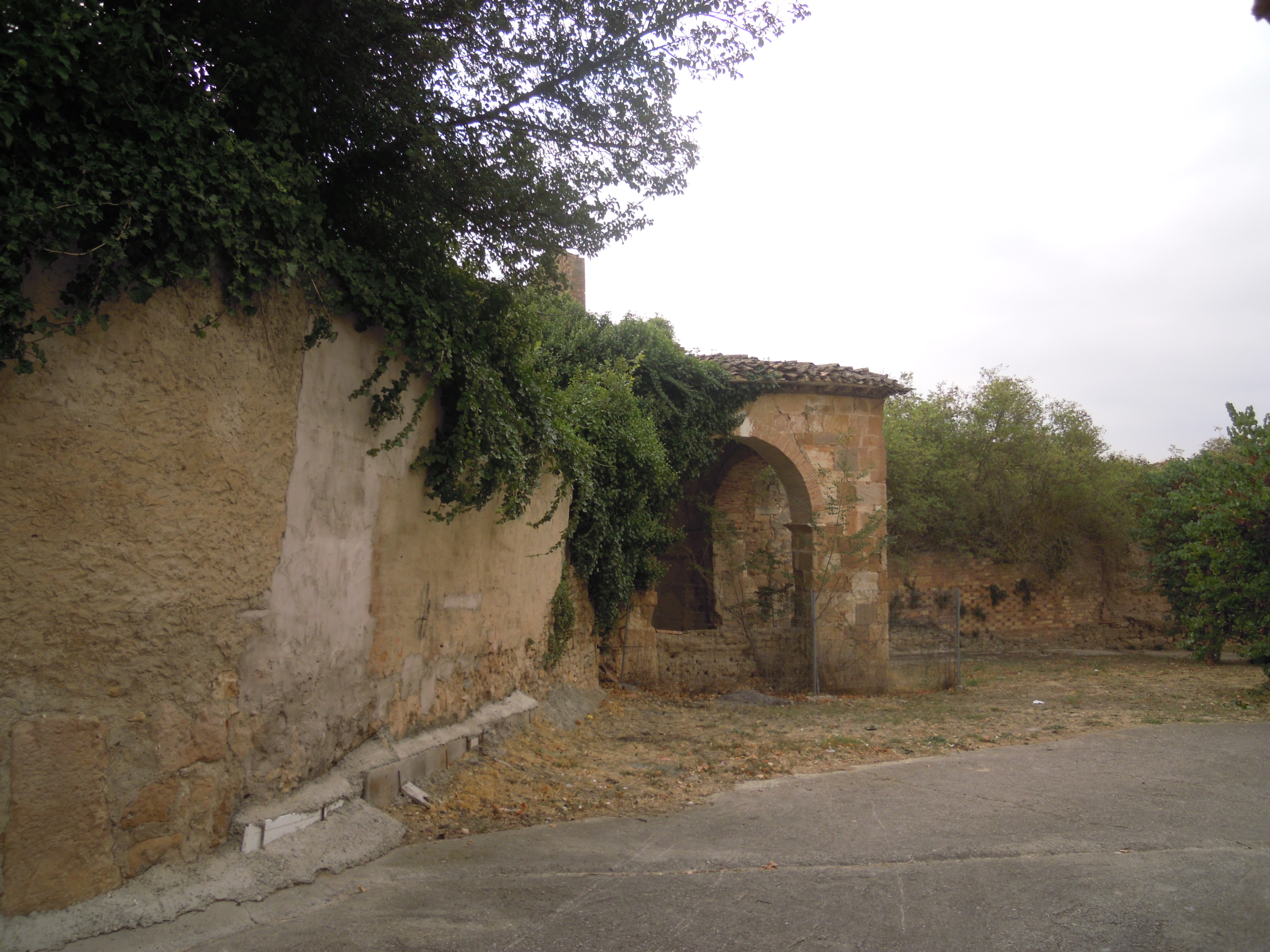
Ruinas del monasterio
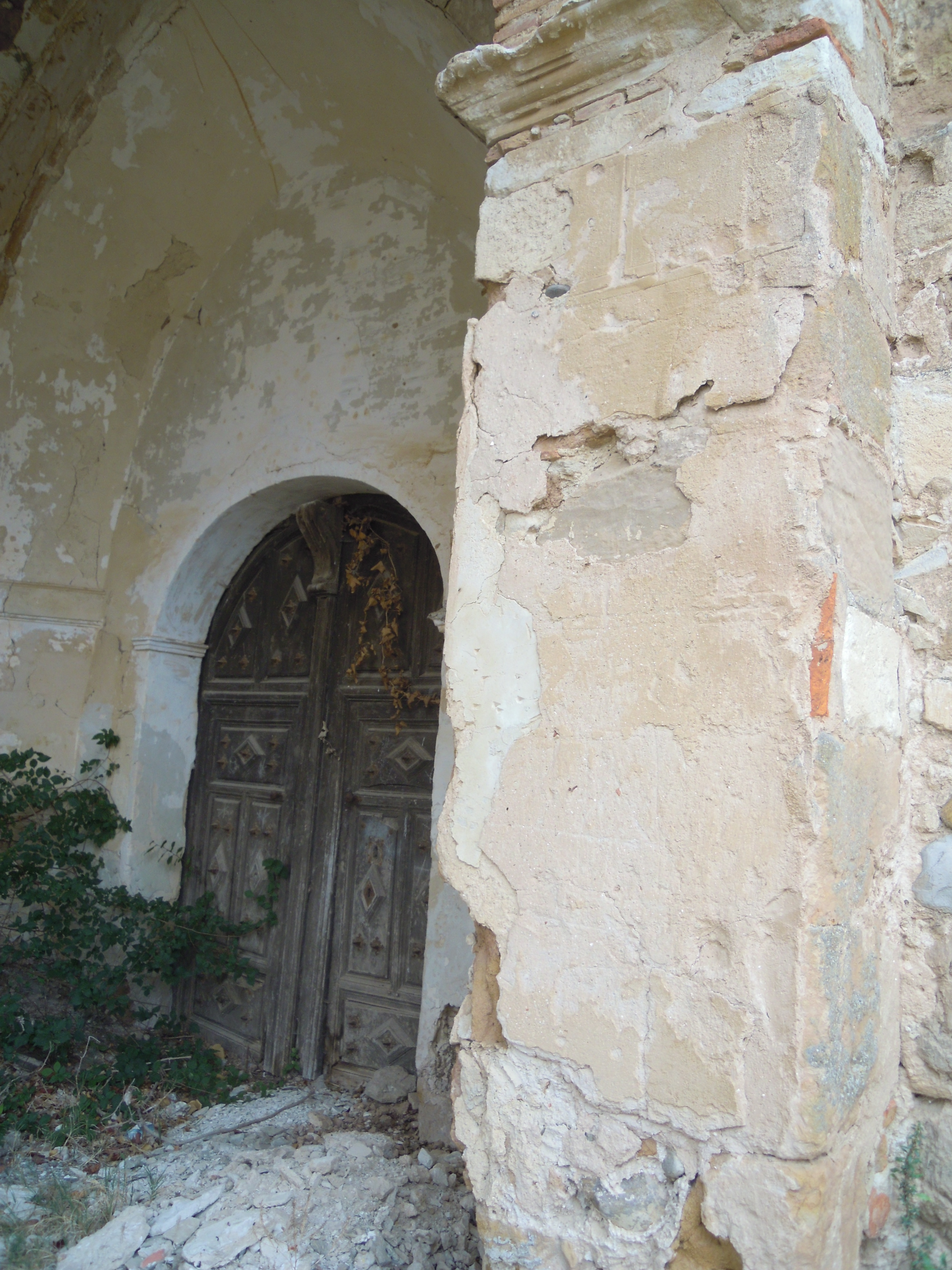
Puerta del monasterio
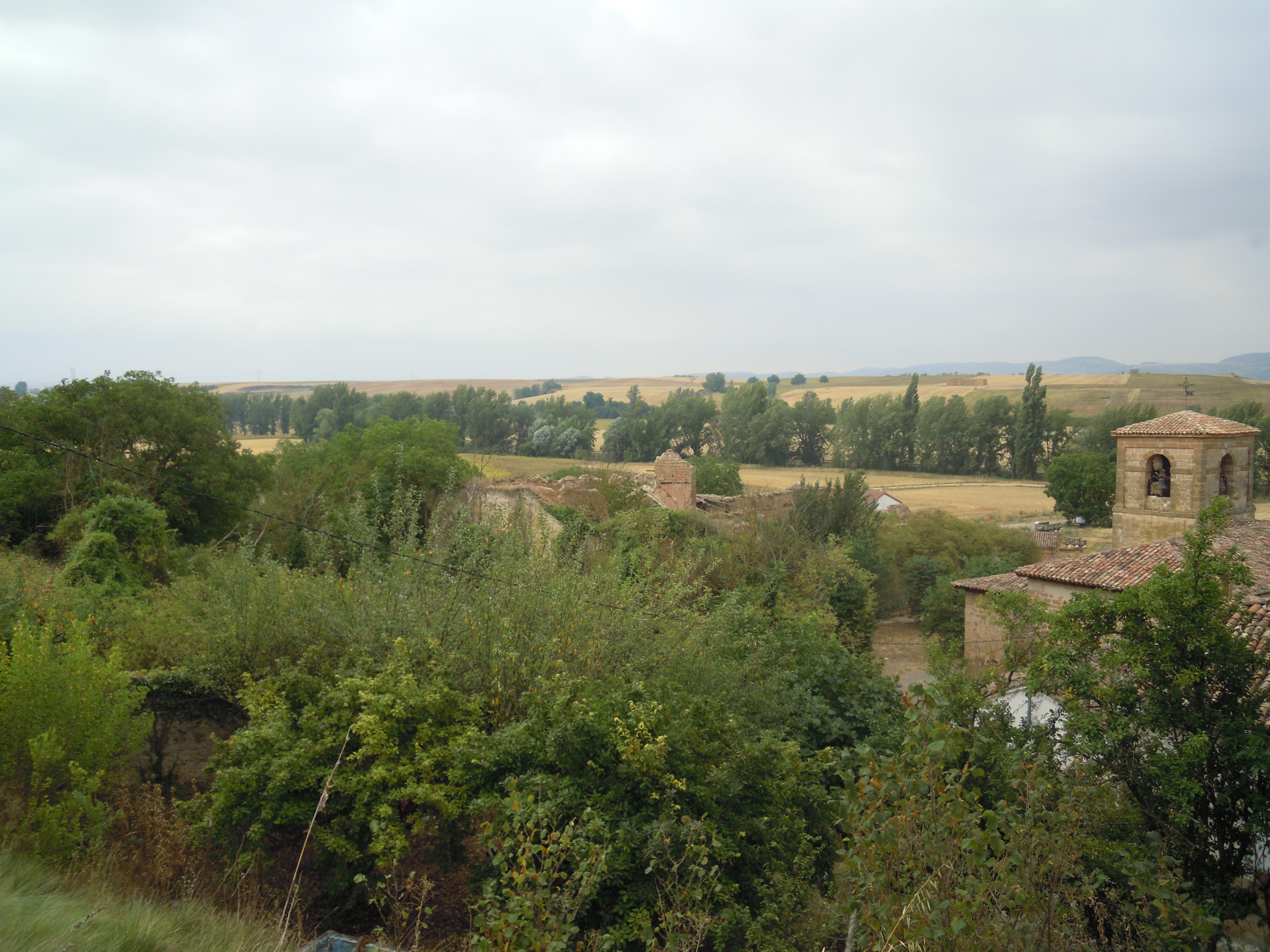
Monasterio e iglesia
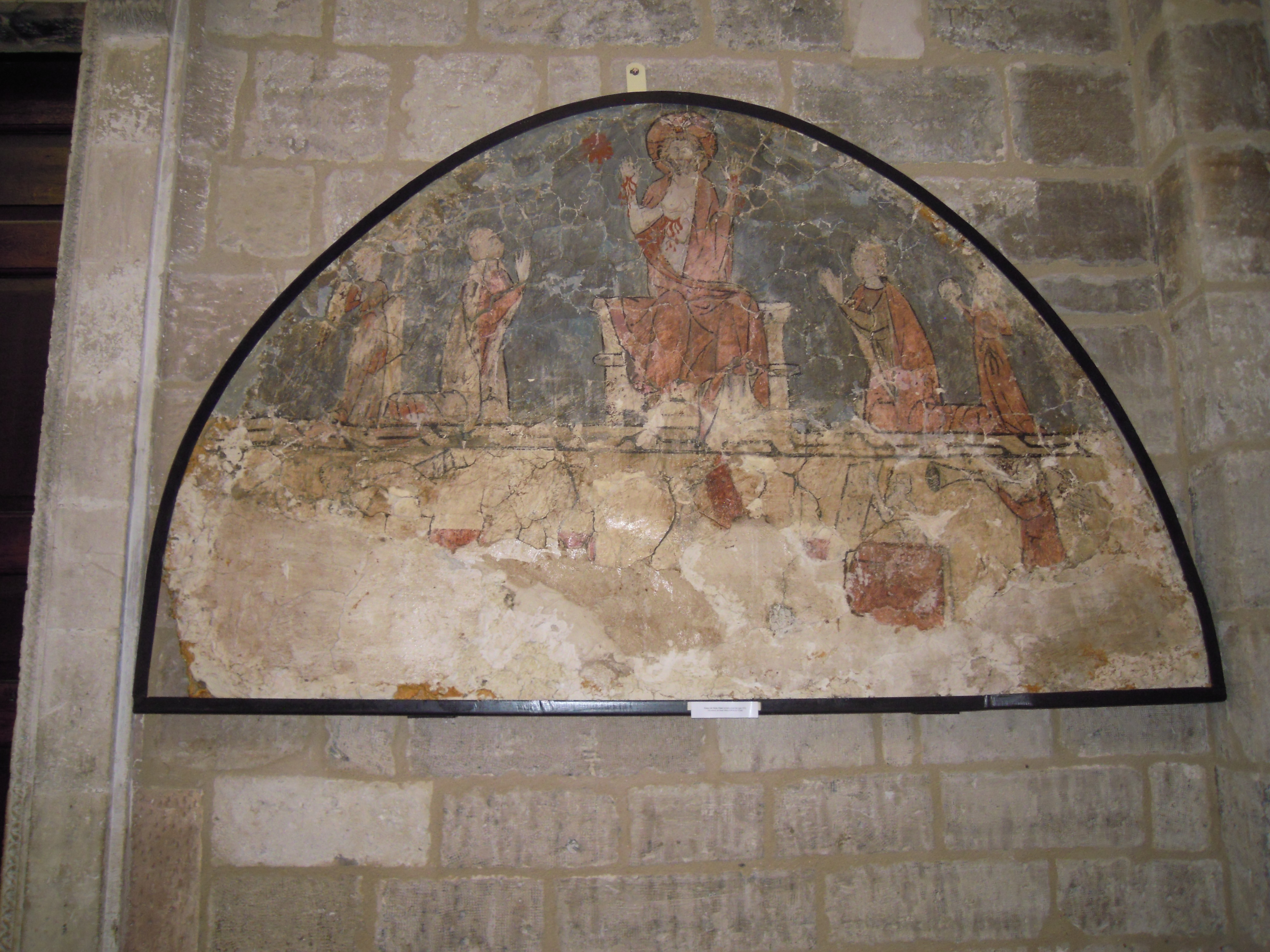
Fresco del Juicio Final